# VIMOS

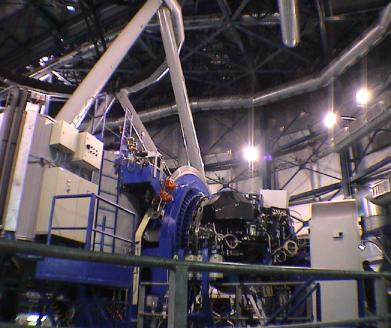
Vimos collegato al Melipal del VLT

VIMOS, acronimo in inglese di Visible Multi Object Spectrograph, ovvero spettrografo multi-oggetto nel visibile, è uno spettrografo visualizzatore di immagini ad ampio campo e multi-oggetto installato sull'unità 3 (UT3) del Very Large Telescope dell'ESO, in Cile. Lo strumento è utilizzato per condurre osservazioni astronomiche dello spazio profondo: operante nel visibile (a lunghezze d'onda comprese tra 360 e 1000 nanometri), ha la capacità di raccogliere lo spettro anche di mille galassie contemporaneamente. È frutto di una collaborazione franco-italiana.
Opera in tre modalità differenti di osservazione, il rilevamento diretto, la spettroscopia multi-fenditura e la spettroscopia a campo integrale; il suo obiettivo principale è quello di studiare l'universo primordiale attraverso indagini di redshift, come il VIMOS-VLT Deep Survey.
VIMOS ha visto la sua prima luce il 26 febbraio 2002 e da allora è stato montato sul fuoco Nasmyth B dell'unità telescopica del Melipal(UT3) al VLT.
Lo strumento è stato dismesso dal VLT il 24 marzo 2018 per essere sostituito dallo spettrografo criogenico per infrarossi da alta risoluzione CRIRES (CRyogenic high-resolution InfraRed Echelle Spectrograph), l'ultimo degli strumenti di prima generazione, quelli cioè già progettati all'atto di costruzione del VLT.

## Ricerca e risultati scientifici
- Utilizzando il VIMOS, nell'ambito del progetto VIPERS, (Vimos Public Extragalactic Redshift Survey)[5], è stata effettuata la mappa 3d più accurata dell'Universo lontano.[6]
- a settembre 2018 un gruppo di astronomi a guida italiana ha identificato un superammasso di protogalassie nell'universo lontano, a 2,3 miliardi di anni. La struttura, denominata Hyperion, è stata identificata nella costellazione del Sestante ed avrebbe una massa di circa un milione di miliardi di volte quella del Sole, o 10^15 masse solari.[7]